# لیام والش (بازیکن فوتبال)
لیام والش (انگلیسی: Liam Walsh؛ زادهٔ ۱۵ سپتامبر ۱۹۹۷) بازیکن فوتبال اهل بریتانیا است.
از باشگاه‌هایی که در آن بازی کرده‌است می‌توان به باشگاه فوتبال یئوویل تاون و باشگاه فوتبال اورتون اشاره کرد.
وی همچنین در تیم‌های ملی فوتبال زیر ۱۶ سال انگلستان و زیر ۱۸ سال انگلستان بازی کرده‌است.